# Stockay (Saint-Georges-sur-Meuse)
Pour les articles homonymes, voir Stockay (homonymie).
Stockay, appelé aussi Stockay-Saint-Georges, est un village belge de Hesbaye faisant partie de la commune de Saint-Georges-sur-Meuse dans la province de Liège en Région wallonne.

## Situation
Stockay s'est développé sur le plateau hesbignon au sommet du versant nord de la Meuse, industriel et carrier. Le village s'articule le long et autour de la rue Joseph Wauters. Les autres rues importantes de la localité sont la rue Basse-Marquet (vers Jehay), la rue de la Bourse (vers Flône) et la rue Reine Astrid (vers Warfusée).
La proximité de la ville de Liège, facilement accessible grâce à l’autoroute de Wallonie (E42) toute proche, fait que l’urbanisation y est fort développée enlevant au hameau son caractère rural. Saint-Georges-sur-Meuse, Warfusée et Stockay ne font pratiquement qu’une seule agglomération.

## Patrimoine
Le village possède plusieurs chapelles. La plus importante est la chapelle Saint-André située rue des Gorliers. Les trois autres chapelles sont toutes placées le long de la rue Joseph Wauters. Deux d'entre elles sont dédiées à sainte Rita (l'édifice est placé latéralement à la rue) et à saint Hubert. Par ailleurs, un petit temple de culte protestant construit en bois teinté est situé rue Basse-Marquet. (Abandonné depuis 2022).
Les façades, les toitures et la salle de spectacle de l'immeuble l'Union de 1908, situé rue Reine Astrid sont reprises sur la liste du patrimoine immobilier classé de Saint-Georges-sur-Meuse depuis 2001.

## Activités
L'Athénée Royal (enseignement secondaire général et professionnel), rue Éloi Fouarge, 31

L'école maternelle "au Coin du Mur", rue Reine Astrid, 81
L'école maternelle et primaire "au Centre", rue Éloi Fouarge, 24
Le Royal Racing Club Stockay-Warfusée est le club de football de la localité.